# Put Your Hands Up (If You Feel Love)
«Put Your Hands Up (If You Feel Love)»  —en español: Alza las manos (Si sientes amor)—es una canción de Kylie Minogue de su álbum Aphrodite. Se convirtió en el cuarto sencillo, siendo confirmada por primera vez, luego de varios rumores, en la página web de Minogue. La canción fue escrita y producida por el Starsmith y Nervo Twins, con una producción adicional por Stuart Price. La canción no será lanzada en formato físico, convirtiéndose en el tercer sencillo de exclusiva descarga digital, después de «Over the Rainbow» y «The One».
Su lanzamiento fue anunciado por el remix de Pete Hammond, publicado en YouTube meses antes como promoción para el álbum y el Aphrodite World Tour de Minogue. Inicialmente programado para ser parte de la edición tour de su álbum Aphrodite, el sencillo fue lanzado primero en Japón el 29 de mayo de 2011 como un paquete digital incluyendo una pista nueva llamado «Silence». El 3 de junio de 2011, el mismo paquete y uno segundo de puro sencillos fue lanzado en Europa. El mismo paquete fue lanzado en Australia, así como un cedé exclusivo de edición limitada que incluye dos versiones de la pista «Cupid Boy». Las pistas en el cedé fueron también lanzados digitalmente, haciando un total de tres paquetes digitales diferentes lanzados en el país natal de Minogue, todo el 3 de junio de 2011.
La carátula usado para la mayoría de los paquetes digitales incluye una imagen de Minogue posando con uno de los vestidos Dolce & Gabbana diseñados específicamente para su gira. La carátula del cedé fue completamente diferente, usando una imagen en filtro azul de las sesiones de foto del álbum.
Con este sencillo, alcanzando la posición #1 en el US Hot Dance Club Songs, es su cuarto sencillo del álbum, y como tal, su cuarto sencillo de este álbum en tener esa posición. Siendo su séptimo sencillo #1 en esta lista de toda su carrera.

## Historia
«Put Your Hands Up» fue escrito por Finlay Dow-Smith y las hermanas Miriam y Olivia Nervo. Fue coproducido por Dow-Smith (bajo su nombre artístico Starsmith) y Stuart Price. Cuando se preguntó sobre la creación de la canción, Starsmith dijo que él escribió la pista con las hermanas Nervo en una noche. Las hermanas más tarde declararon que ellos «realmente no tenían nada en mente» cuando escribieron la canción, pero cuando ellos continuaron, la pista «maduró en una canción al estilo Kylie». Después que la escritura finalizó, Starsmith y las Nervo ofrecieron la pista a Parlophone Records para ser incluido en el álbum Aphrodite.  Finalmente, Parlophone confirmó que la canción fue escogida para el álbum. ellos fueron invitados a las sesiones de estudio con Minogue y Price a finales de febrero de 2010. Starsmith describió el proceso:

Fue asombroso. Kylie estuvo allí, y estabamos listos para editar las vocales. Ella y Stuart estuvieron trabajando sólidamente en el momento. Stuart tiene el papel de productor ejecutivo del álbum, y fue más allá para supervisar lo que estaba haciendo. Entonces, después que Kylie aportara su voz, estuvimos dos días en el estudio juntos, cortando algunas partes y asegurando que él estaba feliz... Hubo una enorme cantidad de presión cuando fui. Era tan desesperante. No sólo iba con Kylie, yo iba con mi héroe también, el sabio de la producción. Las hermanas Nervos estaban pegadas a Kylie, y yo estuve pegado a Stuart. Fue asombroso cuando combinamos. Fue un día largo, pero tuvimos mucho por hacer. Ha sido una sesión muy memorable.

Meriam Nervo también comentó sobre la experiencia:

Kylie Minogue es la persona y artista más profesional, dulce y amable. Estoy tan agradecida de que tenemos la oportunidad de trabajar con ella y grabar con ella, porque es suprema. Me hace muy feliz y honrada de ser australiana.

## Interpretaciones en vivo
Kylie Minogue interpretó «Put Your Hands Up (If You Feel Love)» en su Aphrodite World Tour, como última canción en el repertorio antes del encore en todas las mangas de la gira. Una versión en vivo de esta canción grabado en el estadio O2 Arena fue lanzado en el primer paquete digital del sencillo.

## Carátula
La carátula para los paquetes digitales fue desvelado en el día del anuncio del lanzamiento del sencillo. A diferencia de los anteriores sencillos de álbum, de los cuales incluyen una imagen de las sesiones de foto de Aphrodite, la imagen usada es una tomada durante la fase de diseño de vestuario de Aphrodite World Tour. El traje dorado, como todos los vestidos para la gira, fueron diseñados por los famosos diseñadores italianos Dolce & Gabbana, y puede ser vistos en los cambios de actos y vestuarios durante el espectáculo, así como galerías de fotos de la cantantes y los diseñadores.
La tipografía usada es la misma para los anteriores sencillos y el álbum. Para el primer paquete, se usó letras de color azul pastel, mientras para el paquete The Remixes se usó un rosado brillante. Para los fragmentos promocionales en YouTube, usados para cuatro de los remixes del sencillo así como la nueva pista «Silence», la carátula fue expandida, cortando el cuerpo de Minogue a cada lado al rectángulo de pantalla ancha revelando todo su cuerpo a ambos lados y adoptando nuevos colores (azul oscuro, púrpura, verde, amarillo y azul marino) para las letras, y añadiendo detalles respecto al lanzamiento de cada pista.
Para el sencillo australiano y su versión digital, la misma tipografía blanca de «Aphrodite» fue usada en una imagen de monótono azul tomado durante las sesiones del álbum, haciendo que el contenido sea exclusivo para ese país.

## Recepción
«Put Your Hands Up (If You Feel Love)» ha recibido reseñas generalmente positivas de los críticos musicales. Jordan Richardson de Seattlepi le entregó una reseña cálida. Él dijo: «"Put Your Hands Up (If You Feel Love)" es un éxito de concierto esperando a suceder. Su coro adictivo y sus versos cálidos rebotan con dulce cuidado de algodón —Sí, lo dije—, y su júbilo es imposible de perder». BBC Music dijo que la canción es «particularmente cautivador». Chuck Campbell dijo que «ellos pegan con una pista dance/electrónica; un himno exuberante para "Put Your Hands Up (If You Feel Love)"». The List, sin embargo, llamó la canción un «intento desganado para entusiasmar al público», y pregunta si «ella escribe frente al televisor en pijamas mirando [el programa televisivo] Songs of Praise. Es también una de esas canciones en donde Kylie insiste cantar todas las partes vocales —un especie de música pop extraña equivalente a la escena de Oompa Loompas en la versión de Charlie y la fábrica de chocolate. The New Zealand Herald usó el título de la canción para comentar en cómo los fanes de la cantante parece estar dispuestos a pagar para verla en vivo, pero no pagan por descargar legales o formatos físicos del álbum. Andrew Grear de GayNZ.com dijo: «El coro para "Put Your Hands Up (If You Feel Love)" sonaría cliché y manido en manos menos capaces, pero Kylie lo empuja con un encanto inocente».
La versión principal del lanzamiento de sencillo fue el remix de Pete Hammond, siendo más aclamada universalmente por sonido retro de los años 1980. Perez Hilton lo llamó «épico» y elogió la ingeniería del legendario Hammond, mientras Ben Gilbert para Yahoo! Music elogió su toma única en la canción usando el «júbilo desenfrenado, a menudo pasado por alto, de ese pop de la década».

## Video musical
El 22 de marzo, Kylie subió a su cuenta un vídeo con la letra de la canción, el cual tenía un remix de Pete Hammond. Fue muy buen recibido ya que hacía recordar a su carrera en los 80's.

## Lista de canciones
Descarga digital
1. «Put Your Hands Up (If You Feel Love)» - 3:38
2. «Put Your Hands Up (If You Feel Love)» (Pete Hammond Remix) - 7:5
3. «Put Your Hands Up (If You Feel Love)» (Basto's Major Mayhem Edit) - 3:00
4. «Put Your Hands Up (If You Feel Love)» (Live from Aphrodite/Les Folies) - 3:49
5. «Silence» - 3:42

Put Your Hands Up (If You Feel Love) The Remixes
1. «Put Your Hands Up (If You Feel Love)» (Nervo Hands Up Extended Club Mix)- 6:57
2. «Put Your Hands Up (If You Feel Love)» (Basto's Major Mayhem Mix) - 5:22
3. «Put Your Hands Up (If You Feel Love)» (Basto's Major Mayhem Dub) - 5:50
4. «Put Your Hands Up (If You Feel Love)» (Bimbo Jones Remix) - 6:02
5. «Put Your Hands Up (If You Feel Love)» (Pete Hammond Remix Edit)- 4:37

## Posicionamiento en listas
| Lista (2011)                                | Mejor posición |
| ------------------------------------------- | -------------- |
| Australia (ARIA)                            | 50             |
| Austria (Ö3 Austria Top 40)                 | 38             |
| Bélgica (Flandes) (Ultratip Bubbling Under) | 36             |
| Eslovaquia (Rádio Top 100)                  | 56             |
| Estados Unidos (Hot Dance Club Songs)       | 1              |
| Reino Unido (UK Singles Chart)              | 93             |

| País           | Lista de fin de año (2011) | Posición |
| -------------- | -------------------------- | -------- |
| Estados Unidos | Hot Dance Club Songs       | 11       |

#### Sucesión en listas
| Predecesor: «I Wanna Go» de Britney Spears | Dance/Club Play Songs — Sencillo N° 1 3 de septiembre de 2011 — 10 de septiembre de 2011 | Sucesor: «Best Thing I Never Had» de Beyoncé |